# Proakceleryna
Proakceleryna (V czynnik krzepnięcia, czynnik labilny) – jeden z czynników krzepnięcia krwi. Jej aktywowana forma – czynnik Va – to główny kofaktor konwersji protrombiny (czynnik II) w trombinę. Jest to wielodomenowa glikoproteina, kodowana przez gen zlokalizowany na chromosomie 1q23. Jest inaktywowana przez aktywowane białko C (APC, ang. Activated Protein C). W przeciwieństwie do większości innych czynników krzepnięcia nie jest aktywna enzymatycznie, ale działa jako kofaktor. Jej niedobór prowadzi do predyspozycji do krwotoku, podczas gdy niektóre mutacje (w szczególności czynnik V Leiden) predysponują do zakrzepicy.

## Genetyka
Gen czynnika V znajduje się na pierwszym chromosomie (1q24). Jest genomowo spokrewniony z rodziną oksydaz wielokierunkowych i jest homologiczny do czynnika krzepnięcia VIII. Gen rozciąga się na 70 kb, składa się z 25 eksonów, a powstałe białko ma względną masę cząsteczkową około 330 kDa.

## Struktura
Białko czynnika V składa się z sześciu domen: A1-A2-B-A3-C1-C2. Domeny A są homologiczne do domen A wiążącego miedź białka ceruloplazminy i podobnie jak one mają kształt trójkąta. Jon miedzi jest związany w interfejsie A1-A3, a A3 oddziałuje z plazmą. Domeny C należą do rodziny domen dyskoidyn wiążących fosfolipidy (niezwiązanych z domeną C2), a domena C2 pośredniczy w wiązaniu z błoną. Koniec C domeny B działa jako kofaktor aktywacji antykoagulacyjnego białka C przez białko S.
Aktywacja czynnika V do czynnika Va odbywa się poprzez rozszczepienie i uwolnienie domeny B, po czym białko nie bierze już udziału w aktywacji białka C. Białko jest teraz podzielone na łańcuch ciężki (110 kDa), składający się z domen A1-A2 i łańcuch lekki (73 kDa), składający się z domen A3-C1-C2. Oba łańcuchy tworzą niekowalencyjnie kompleks w sposób zależny od wapnia. Kompleks ten jest czynnikiem prokoagulacyjnym Va.

## Fizjologia
Synteza czynnika V zachodzi głównie w wątrobie. W osoczu krąży jako cząsteczka jednołańcuchowa z okresem półtrwania 12–36 godzin. Czynnik V jest zdolny do wiązania się z aktywowanymi płytkami krwi i jest aktywowany przez trombinę. Aktywowany czynnik V (tj. czynnik Va) jest kofaktorem kompleksu protrombinazy. Enzym aktywowanego czynnika X (FXa) wymaga wapnia i czynnika Va, aby przekształcić protrombinę w trombinę na błonie powierzchniowej komórki.
Czynnik Va jest rozkładany przez aktywowane białko C, jeden z głównych fizjologicznych inhibitorów krzepnięcia. W obecności trombomoduliny trombina zmniejsza krzepnięcie poprzez aktywację białka C. Z tego powodu stężenie i działanie białka C są ważnymi determinantami w pętli ujemnego sprzężenia zwrotnego, przez którą trombina ogranicza swoją własną aktywację.

## Rola w chorobach
Znane są różne dziedziczne zaburzenia czynnika V. Niedobór jest związany z rzadką, łagodną postacią hemofilii (określaną jako parahemofilia lub parahemofilia Owrena), której częstość występowania wynosi około 1:1000 000. Dziedziczona jest w sposób autosomalny recesywny. Inne mutacje czynnika V są związane z zakrzepicą żylną. Są to najczęstsze dziedziczne przyczyny trombofilii (skłonność do tworzenia się skrzepów krwi). Najpowszechniejszy z nich, czynnik V Leiden, jest spowodowany zastąpieniem reszty argininy glutaminą w pozycji 506 (mutacja R506Q). Wszystkie mutacje prozakrzepowe czynnika V (czynnik V Leiden, czynnik V Cambridge, czynnik V Hong Kong) czynią go odpornym na rozszczepienie przez aktywowane białko C („oporność na APC”). Dlatego pozostaje aktywny i zwiększa tempo wytwarzania trombiny.

## Historia
Aż do odkrycia czynnika V uważano, że koagulacja krwi jest wynikiem współistnienia czterech czynników: wapnia (IV) i trombokinazy (III) razem działających na protrombinę (II) w celu wytworzenia fibrynogenu (I); model ten został stworzony przez Paula Morawitza w 1905 roku.
Sugestię, że może istnieć dodatkowy czynnik, wysunął norweski lekarz Paul Owren (1905–1990) w trakcie badań dotyczących skłonności do krwawień kobiety imieniem Mary. Cierpiała ona na krwawienia z nosa i krwotoki miesiączkowe przez większość swojego życia. Stwierdzono u niej wydłużony czas protrombinowy, co sugeruje niedobór witaminy K lub przewlekłą chorobę wątroby prowadzącą do niedoboru protrombiny. Jednak żadna z tych przyczyn nie miała miejsca. Owren wykazał to, korygując nieprawidłowości osoczem, z którego usunięto protrombinę. Używając surowicy Mary jako wskaźnika, odkrył, że „brakujący” czynnik, który nazwał V (w nawiązaniu do czynników I – IV w modelu Morawitza), miał szczególne cechy. Większość badań przeprowadzono podczas II wojny światowej i chociaż Owren opublikował swoje wyniki w Norwegii w 1944 r., nie mógł ich opublikować na arenie międzynarodowej, dopóki wojna się nie skończyła. W końcu publikacja pojawiła się w The Lancet w 1947 roku. Możliwość wystąpienia dodatkowego czynnika krzepnięcia została początkowo odrzucona ze względów metodologicznych przez Armanda Quicka i Waltera Seegersa, światowych autorytetów w dziedzinie krzepnięcia krwi. Badania potwierdzające to odkrycie przez inne grupy badaczy doprowadziły do jego ostatecznego zatwierdzenia kilka lat później. Owren początkowo zakładał, że czynnik V jest aktywowany przez inny czynnik, który nazwał czynnikiem VI (akceleryną), przyspieszającym przemianę protrombiny w trombinę. Później odkryto, że czynnik V był aktywowany przez samą trombinę, a następnie przyjęto, że „czynnik VI” to po prostu aktywowana forma czynnika V.
Pełna sekwencja aminokwasów czynnika V została opublikowana w 1987 roku. W 1994 roku opisano czynnik V Leiden, odporny na inaktywację przez białko C. Ta nieprawidłowość jest najczęstszą genetyczną przyczyną zakrzepicy.

## Interakcje
Wykazano, że czynnik V oddziałuje z białkiem S.